# 在日朝鮮語
在日朝鮮語（ざいにちちょうせんご、朝鮮語: 재일조선어）または在日韓国語（ざいにちかんこくご、韓国語: 재일한국어）とは、在日韓国・朝鮮人によって話される、朝鮮語の言語変種のことを指す。後述するように話者による変異がある。

## 概説
在日韓国・朝鮮人の主流を占める旧移民の一世は朝鮮半島南部、なかでも慶尚南道・慶尚北道・済州島出身者が多いため、彼らの話す朝鮮語はソウルの標準語とは多少違っていた。さらに、二世以降の日本で生まれ育った世代は、母語が日本語であり、朝鮮語を学ぶにしても第二言語として学ぶことになり、彼らの話す朝鮮語は日本語の影響を受けることとなる。この結果、日本生まれの世代が中心となった現在の在日韓国・朝鮮人社会では、朝鮮語が使われる時も朝鮮半島のものとは大きく違う独特の在日朝鮮語が使用されることになった。
現時点で在日韓国・朝鮮人によって話される言語は主に日本語であり、朝鮮語を話す者は少数派である。そのうち一部は朝鮮半島出身の朝鮮語母語話者であるが、大多数は朝鮮学校などでの民族教育で朝鮮語を習得している。朝鮮語の学習が上手くいかなかったり途中で諦めてしまうような場合、在日朝鮮人によって話される朝鮮語は、日本語に強い影響を受けたものとなる。また、日本人の朝鮮語学習者においても、この在日朝鮮語とほぼ同じ現象が起きる傾向にある。
日本人との会話においては特に在日韓国・朝鮮人固有の特徴はないが、在日韓国・朝鮮人同士で日本語を話す場合、親族名称などに朝鮮語由来のものを使う場合がある。また、朝鮮学校関連の朝鮮語語彙も使われる。
例：ナーのアボジはウリハッキョでウリマルを勉強しています。（うちの父は朝鮮学校で朝鮮語を勉強しています）

## 音韻

### 母音
在日朝鮮・韓国人の朝鮮語では、母音は日本語と同じ5母音である、と言われる。朝鮮半島での朝鮮語における9個の単母音との対応は次のようになる。
- ㅏ - ア
- ㅓ・ㅗ - オ
- ㅜ・ㅡ - ウ
- ㅣ - イ
- ㅐ・ㅔ - エ
- ㅚ - ウェ

このうち、ㅐ・ㅔについては朝鮮半島でも若い世代では区別が薄れており、ㅚについても若い世代ではウェに変化することが多いが、その他は在日朝鮮語でのみ区別が消失している。

### 音節初子音
朝鮮半島の朝鮮語では、音節初の子音において平音・激音・濃音の区別がされるが、在日韓国・朝鮮人の朝鮮語では日本語と同じく清音・濁音のみの区別しかされないと言われる。
- 平音・激音・濃音は語頭では一律清音もしくは平音のみ濁音（本来の平音は語頭では話者により清音～濁音、語中では完全な濁音、語末では清音となる）となり、語中では平音は話者の違いによって清音もしくは濁音、激音は促音を伴う清音もしくは通常の清音、濃音は促音を伴う清音となる。

"아빠"（"abba"）→「アッパ」
"조카"（joka）→「チョッカ」または「ジョッカ」、稀に「チョカ」、「ジョカ」など
- 鼻音に後続する場合には、促音は現れない。

"앉자"（anjja）→「アンチャ」など
また、漢字語に頭音法則は適用されない。

## 文法
在日韓国・朝鮮人による朝鮮語の文法は、一部に日本語の影響を受けている。朝鮮語は、一部の助詞の使い方が日本語とは異なる場合があり、例えば朝鮮半島の朝鮮語において"하고 있다"、"해 있다"（どちらも「～している」の意で、前者は現在進行形で後者は状態を表す言い回し）で区別されるアスペクトの違いが失われ、どちらも"하고 있다"となる。
（例1）「하고 있다」を用いる場合：ご飯を食べている（＝먹고 있다）・見ている（＝보고 있다）など、動作が進行していることを表す。
（例2）「해 있다」を用いる場合：座っている（＝앉아 있다）など、動作が完了した直後の状態が続いていることを表す。
つまり、「座る」という単語は本来ならば現在進行形では使えない。何故ならば「앉고 있다」とした場合、今まさに座ろうとしている瞬間を表すことになり、非常に不自然だからである。しかしながら、日本語にしてみれば、どちらも同じ「～している」という言い方になるため、在日朝鮮語では区別されることが無いケースが多く、このニュアンスの違いを理解できない在日朝鮮人も少なからずいる。
また、朝鮮語の終結語尾「-다」に日本語の終助詞「ね」「な」「よ」が結合された「-다ね」「-다な」「-다よ」といった形がよく使用されるなど、朝鮮語の文に日本語の語尾を付加する・またはその逆など、日本語と朝鮮語の混交が進んだ形も用いられると言う。

## 語彙
日本語からの借用語彙が多い。

## 表記法
普段の会話では在日朝鮮語と言われるほど日本語の影響の強い朝鮮語を話す話者であっても、書面化する際には標準朝鮮語の正書法に従った表記法を使う。"조선글"を"조손굴"のように発音する話者も、後者のように表記することは基本的にない。これは、"대화"を"데화"と同じように発音する標準朝鮮語話者であっても、後者の表記を使わないのと同じである。一部では、口語的文章をカタカナを使って記すこともある。

## 待遇表現

### 聞き手敬語法(상대높임법)
聞き手敬語の「体系」面では、大韓民国と朝鮮民主主義人民共和国のそれ(하십시오体・해요体・하오体・하게体・해体・해라体)とおおむね一致する。ただし、具体的な使用様相を見ると両国との相違がいくつか見られる。
- 現代の韓国ではほとんどの敬語使用場面で「해요体」が使用されるのに対し、在日朝鮮語では性別・年齢を問わず「하십시오体」が圧倒的に多く使用される。

- 現代の韓国では老年層を除いてほとんど使用されていない「하오体」も依然として使用されており、学生同士といった若い世代による使用も見られる。

例) 無駄に 학급비 사용하지 마시오. (※ドキュメンタリー映画「우리학교」における朝鮮学校高級部生徒の発話)
- 日本語の敬語規範の影響を受け、親しい関係においては目上の人に対していわゆる「반말(タメ口)」を使用することも観察される。

- 朝鮮民主主義人民共和国の影響を受け、現代の韓国では使用されない「-자요」「-으라(요)」の語尾が「해요体」の語尾として存在する。

など…（權恩熙2019を参照)